# Mülln

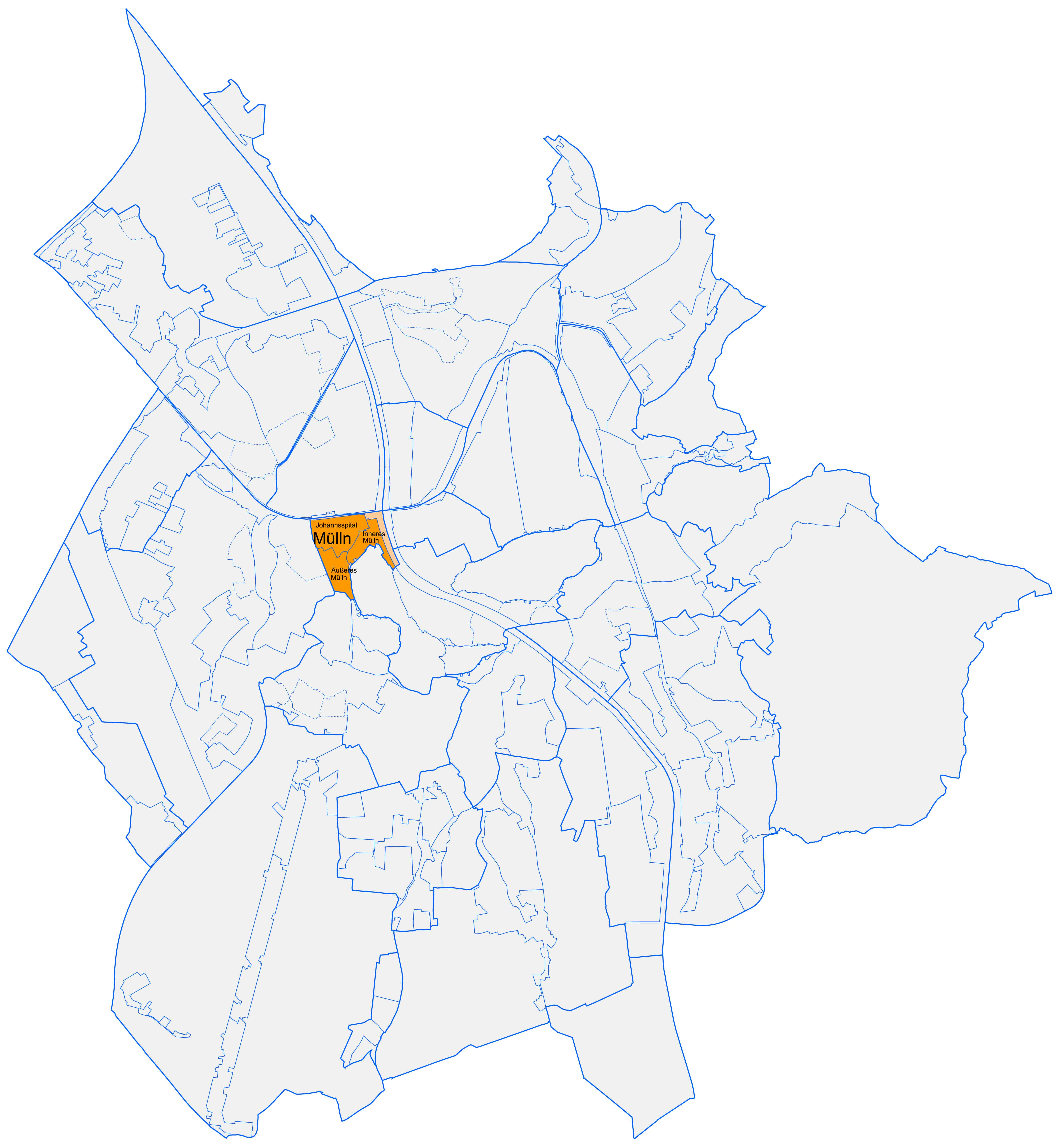
Der Stadtteil Mülln in Salzburg

Mülln ist ein kleiner Stadtteil der österreichischen Stadt Salzburg. Er liegt links der Salzach nördlich des historischen Zentrums. Mülln grenzt im Westen an Lehen, im Süden an Riedenburg und im Südwesten an Maxglan. Die nördliche Grenze bildet die Eisenbahnstrecke Richtung München, die Aiglhofstraße begrenzt den Stadtteil gegen Maxglan. Die Grenze zum Stadtteil Riedenburg ist die Reichenhallerstraße. Die alte Vorstadt Mülln (Inneres Mülln) gehört mit zum Weltkulturerbe der Stadt Salzburg. In dem kleinen Stadtteil leben gut 1000 Bewohner.

## Geschichte
Mülln ist die wohl älteste Vorstadt der mittelalterlich befestigten Stadt Salzburg und ist aus einem Mühlendorf hervorgegangen. Der Stadtteil wird erstmals 790 als „ad molendina“, ‚bei den Mühlen‘ genannt. Diese Mühlen wurden zuerst mit dem Überwasser des Riedenburger Moores und des angrenzenden Wildmooses (heute Leopoldskroner Moor) und später durch einen Arm des Almkanals gespeist. Spätestens seit dem 12. Jahrhundert hat die Gegend und der Siedlungskern am Nordfuß des Mönchsberges den Namen Mülln.
Die ältesten urkundlich erwähnten Mühlen von Mülln sind
- die Mühle des Stiftes St. Peter im 12. Jahrhundert
- die Mühle des Stiftes Nonnberg (Salzachmühle)
- die Mühle des Domkapitels (die spätere Heilmayrmühle)
- die fürsterzbischöfliche Mühle (Bärengässchen 4)
- die Wartelsteinmühle (später Glaningermühle genannt) von 1330

Heute sind fast alle Mühlen im Raum Mülln verschwunden, die Stifts- und Salzachmühle gehörte früher den Barmherzigen Schwestern und steht heute im Eigentum des Stiftes St. Peter mit Sitz im Aiglhof. Mülln besaß einst fünf Stadttore, die teilweise schon vor 1480, der Zeit der zweiten Stadtbefestigung der Stadt Salzburg bestanden:
- das Laufener Tor (Lieferinger Tor)
- das Grimmingtor
- das Wartelsteintor
- zwei Tränktore zur Salzach hin (im Bärengässchen und im Salzachgässchen)

## Die Pfarrkirche

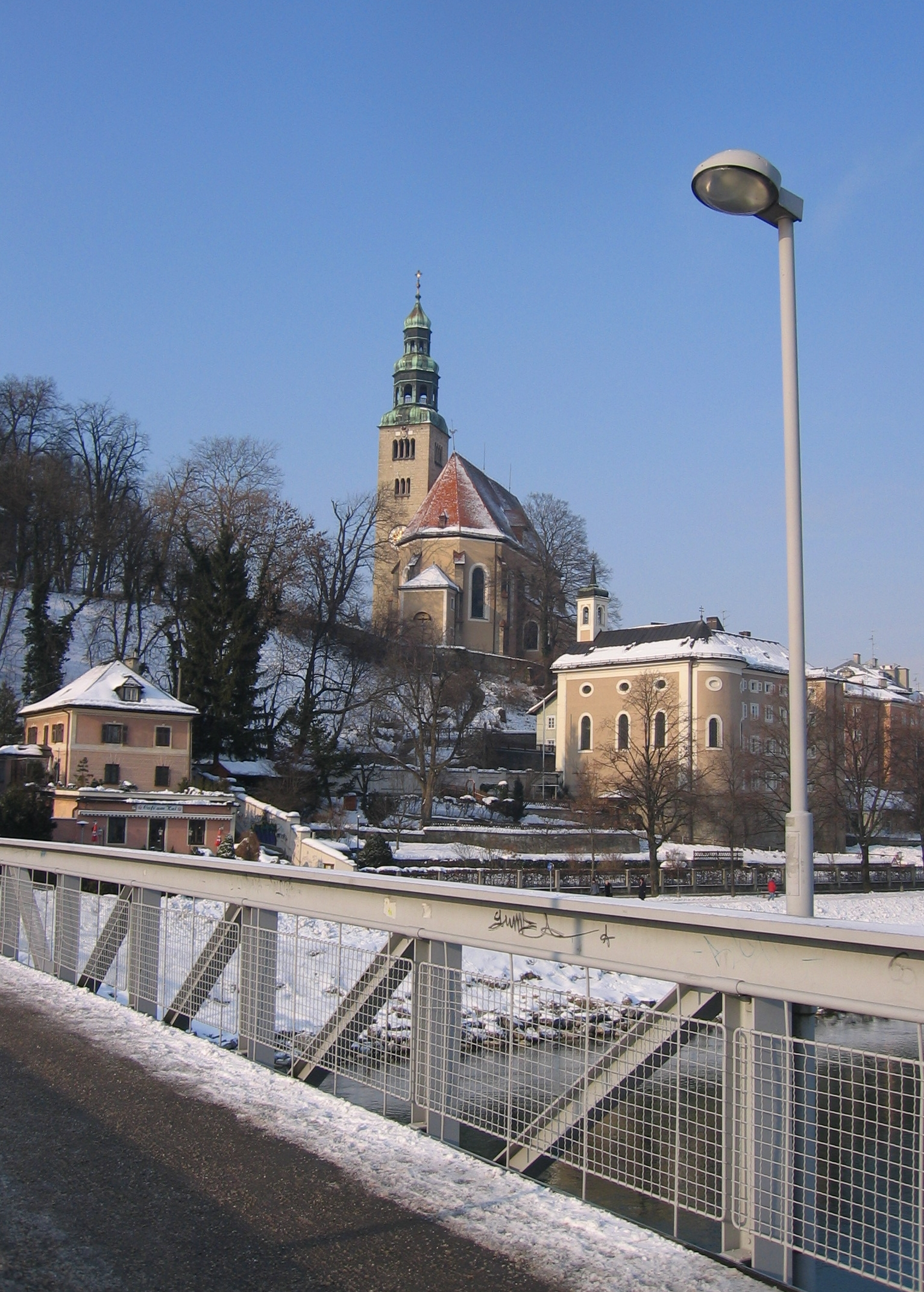
Mülln vom Müllnersteg aus

Die Augustinerkirche „zu Unseren Lieben Frau zu Mülln“ ist seit 1835 inkorporierte Pfarre der Benediktinerabtei Michaelbeuern. Eine erste Kapelle in Mülln wurde 1148 erstmals erwähnt. Erzbischof Gebhard hatte damals den baufällig gewordenen Altar der Marien-Kapelle erneuern lassen. Mülln wurde als vermutlich älteste Salzburger Vorstadt bald als Vorbefestigung der Stadt militärisch gesichert und mit Mauern und Wehrtürmen versehen. Auch die Kirche, damals vermutlich an der Müllner Hauptstraße gelegen, wurde dabei mit einbezogen. Aus dieser Zeit ist ein romanisches Kruzifix erhalten.
Erzbischof Johann II. von Reisberg begann für eine nun deutlich gewachsene Kirchengemeinde im Jahr 1439 mit dem Neubau der Kirche in Form einer gotischen Saalkirche, die in ihrer Grundsubstanz bis heute erhalten ist. Diese Kirche wurde kurz nach 1460 Pfarrkirche, die aber später immer mehr verfiel. Erzbischof Wolf Dietrich erneuerte die Kirche, baute sie um und übergab sie den Augustiner-Eremiten als neue Klosterkirche. 1674 bekam die Kirche ihren barocken Zwiebelhelm und einen straßenseitigen Vorbau, hinter dem sich das geräumige Stiegenhaus mit seinen Malereien und seiner Dreifaltigkeitskapelle verbirgt. Turm und Vorhaus wurden von Baumeister Sebastian Stumpfegger, der auch als Mitarbeiter von Fischer von Erlach arbeitete, errichtet. 1833 wurde die Kirche den Benediktinern zu Michaelbeuern übergeben. Bekannt ist in der Kirche der Hochaltar mit seiner Gnadenmadonna samt Jesuskind (um 1460 entstanden).

## Das alte Kloster

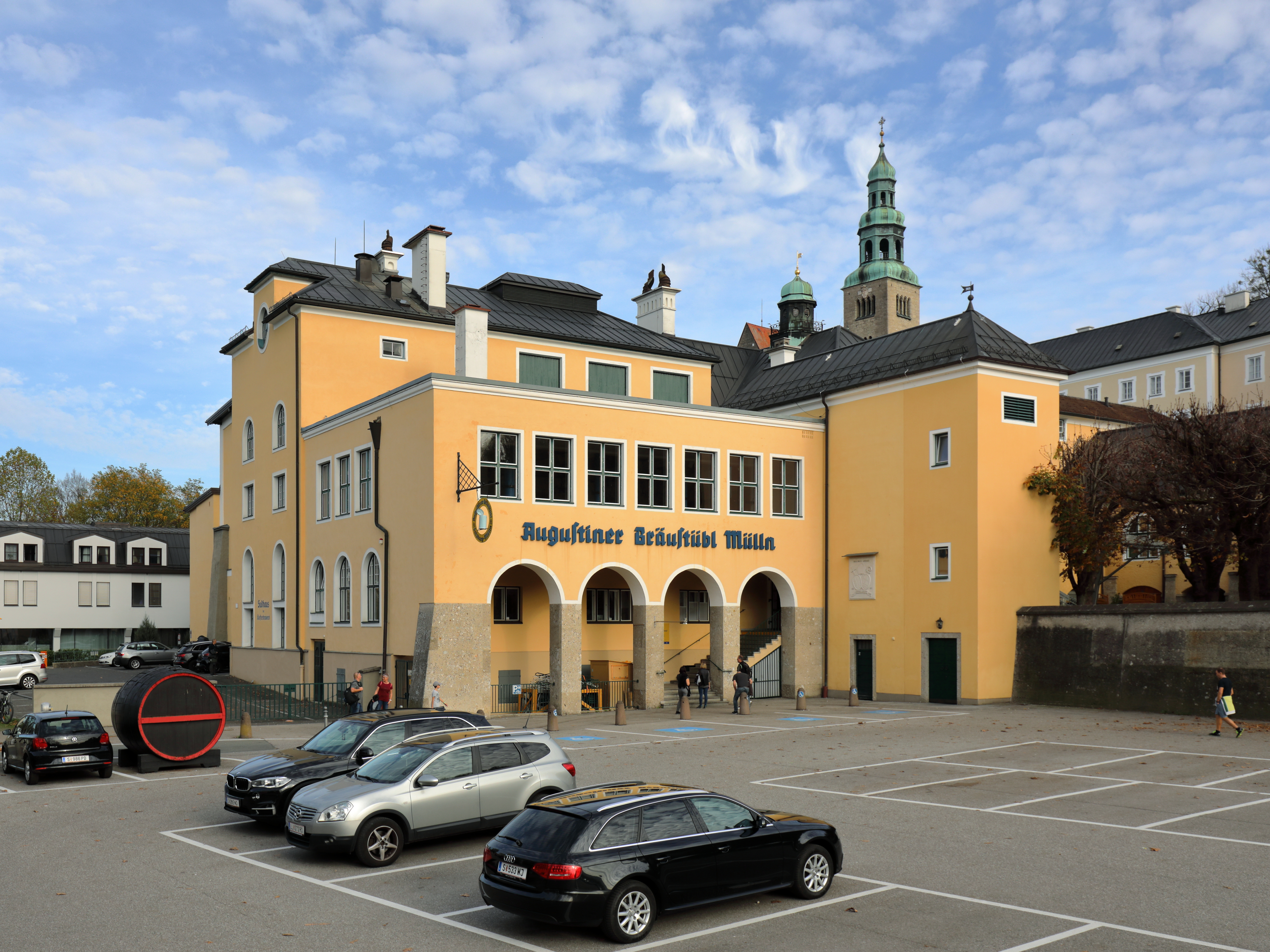
Augustiner Bräu Kloster Mülln; gegründet 1621

Neben der Pfarrkirche von Mülln befindet sich das ehemalige Kloster der Augustiner-Eremiten, die von 1605 bis 1818 hier wirkten. Zuvor war nach 1465 an dieser Stelle ein Kollegiatstift der Augustiner-Chorherren, das aber vor 1605 bereits verwaist war. Das Klostergebäude besteht aus verschiedenen Bauten, die wesentlich im frühen 17. Jahrhundert ausgestaltet wurden, teilweise aber im Kern aus dem 15. Jahrhundert stammen.
Die Augustiner gründeten hier 1621 auch ihre bis heute bestehende Brauerei zu Mülln. Seit 1890 ist das ehemalige Klostergebäude als Braugasthof genutzt. Diesbezügliche Saaleinbauten erfolgten 1907, 1913/14 und 1927. Die heutige Augustinerbrauerei mit dem angrenzenden Müllner Bräustübl ist Österreichs größte Biergaststätte mit drei holzgetäfelten Sälen, Imbiss-Ständen, einer großen Ausschank und einem Biergarten unter Kastanien.

## Mülln und seine Teile

### Inneres Mülln (Die alte Vorstadt)
Der historische Ortskern Mülln liegt am nördlichsten Ausläufer des Mönchsberges unter der landschaftlich dominanten Müllner Pfarrkirche mit seiner schmucken Friedhofskapelle und bildet den nördlichen Eckpfeiler der mittelalterlichen Bebauung des Salzburger Altstadtgebietes. Der Kern von Mülln war im Mittelalter weitgehend ungeschützt, erst um 1600 wurden dort zur militärischen Sicherung niedrige Wehrmauern errichtet.

#### Leprosenhaus (Landespflegeanstalt)

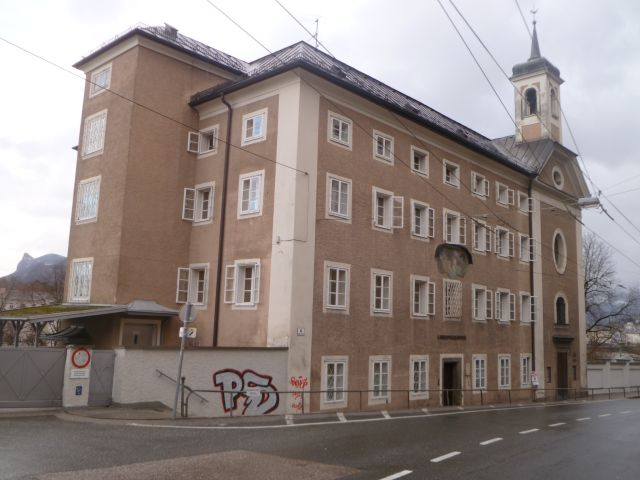
Landespflegeanstalt

Die Landespflegeanstalt mit ihrer Leprosenhauskirche und ehemaligen Leprosenhaus Sundersiechenhaus wurde erstmals schon im 13. Jahrhundert erwähnt. Der bestehende viergeschoßige Bau stammt aus dem 18. Jahrhundert und besitzt einen fast quadratischen Grundriss. Die Leprosenhauskirche ist ein eher schlichter Saalbau, der den Heiligen Hieronymus und Antonius Eremit geweiht ist. Das Altarbild ist eine Kopie des Gnadenbildes Maria Dorfen.

#### Mutterhaus der Barmherzigen Schwestern
Es wurde 1862/63 erbaut, die zugehörige Kirche 1885. Die Figur des heiligen Michael (vor 1720 geschaffen) im Garten des Mutterhauses aufgestellt, zierte einst den Michaelsbrunnen am Michaelplatz, dem heutigen Mozartplatz. Die Statue des heiligen Nepomuk wurde von Josef Anton Pfaffinger geschaffen und stand ursprünglich am altstadtseitigen Portal der Stadtbrücke (heute Staatsbrücke).

#### Müllner Hauptstraße

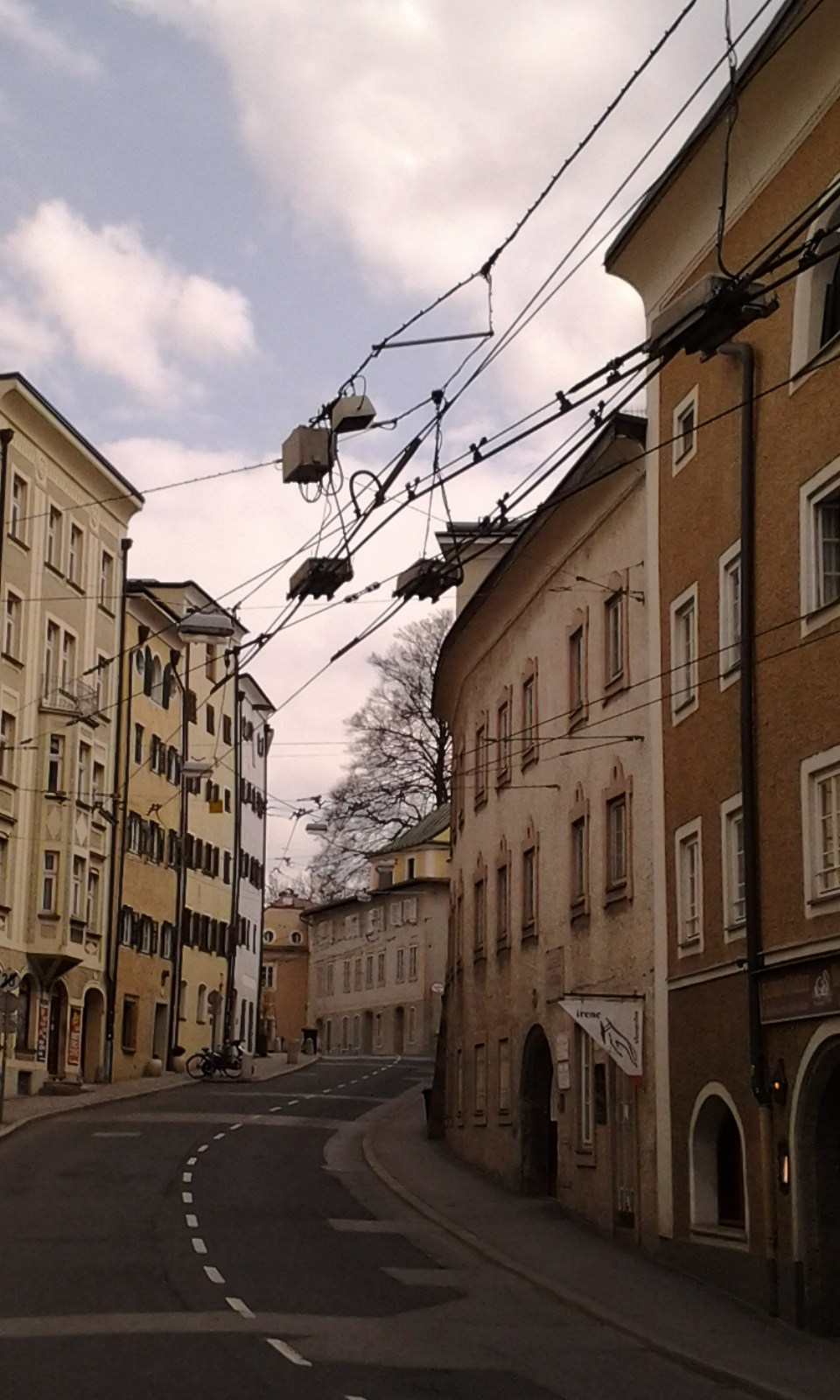
Müllner Hauptstraße

Die Müllner Hauptstraße hat ihren mittelalterlichen Vorstadtcharakter weitgehend bewahrt. Bemerkenswert ist die Gabelung zum Bärengässchen mit dem dortigen Gasthof Bärenwirt, der im Kern aus dem 15. – 16. Jahrhundert stammt. Auch das Gasthaus Krimpelstätter (Nr. 31) ist als „Weißes Schwanenwirtshaus“ ein im Kern mittelalterlicher Bau. Die Häuser Nr. 11 und 13 sind Handwerkshäuser des 17. Jahrhunderts. Nr. 14 und Nr. 17 (Hammerhaus) besitzen je ein spätgotisches Portal.

#### Mühlen
Am Bärengässchen und Salzachgässchen sind einige ehemalige Mühlen in ihrem heutigen Kern aus dem 16. – 18. Jahrhundert erhalten.

#### Delphinbrunnen
Der Delphinbrunnen vor dem Haus Müllner Hauptstraße 26 wurde 1727 von Sebastian Stumpfegger geschaffen. Das achteckige Brunnenbecken besitzt vertiefte Felder und skulptierte Rosetten mit Spiralgitter. Die Brunnenfiguren zeigen zwei Delphine um einen Felsen und einen Putto.

#### Die Klausenkaserne
Fürsterzbischof Johann Ernst von Thun erbaute 1695–1697 hier ein Militärkrankenhaus. Während die Hohe Salzburger Landschaft sich um die Liegenschaft kümmerte, wurden die medizinischen Versorgung und die Verpflegung aus Mitteln des jeweiligen Soldes der Soldaten bestritten. In den napoleonischen Kriegen wurde neben dem Klausenspital in Anbetracht der vielen Verwundeten 1809 auch das Theatinerkloster als Truppenspital verwendet. Seit 1813 wurde das Klausenspital dann zu einer Kaserne umgewandelt. Seit dem Ersten Weltkrieg wird das Gebäude vor dem Klausentor nicht mehr als Kaserne genutzt. Trotzdem wird es bis heute vielfach unter diesem Namen bekannt.

#### Die Müllner Schanze
Nächst dem Stadtteil Mülln befindet sich am Nordabhang des Mönchsberges die Müllner Schanze, ein dreistufiges Wehrbauwerk mit zwei starken Wehrtürmen (Monikapforte und Augustinerpforte). Das Bauwerk wurde unter Erzbischof Paris Lodron im Dreißigjährigen Krieg errichtet. Es ist das letzte erhaltene Stadttor Salzburgs aus dieser Kriegszeit und in seiner Anlage nördlich der Alpen einzigartig. Derzeit wird eine Wiederherstellung dieser wertvollen Anlage überlegt. (Siehe auch Befestigungen der Stadt Salzburg.)

#### Das Müllner Schifferkreuz

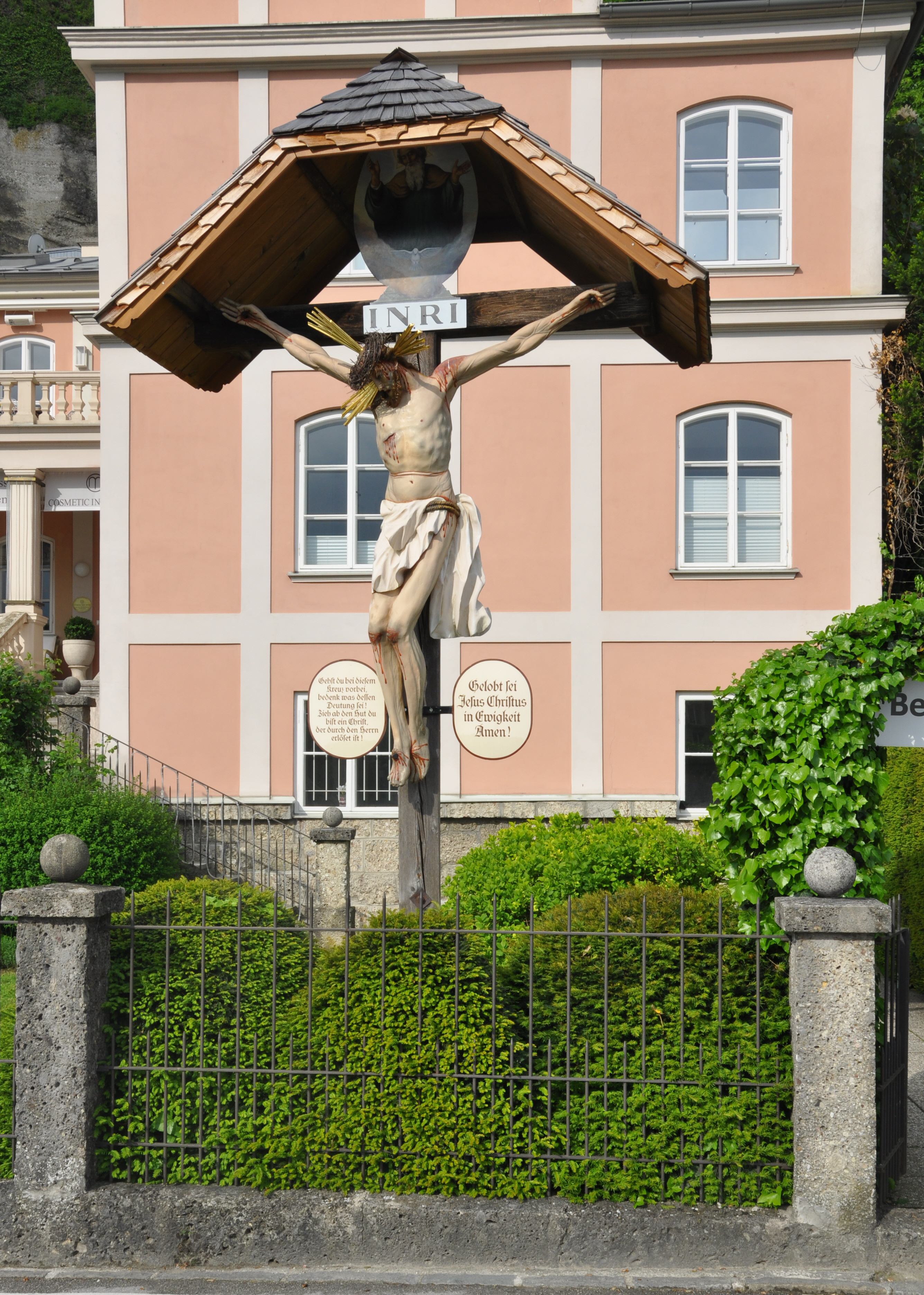
Schifferkreuz

Schon Anfang des 18. Jahrhunderts und wohl schon früher stand am Salzachufer in Mülln ein Kruzifix, das hier als wundertätig verehrt wurde. Dieses Kreuz musste 1801, morsch geworden, abgetragen werden. Daraufhin wurde ein Doppelkreuz, von der Salzach aus für Schiffer und von der Fahrstraße in die Stadt aus gut sichtbar, errichtet. Diese Flusskreuz schenkte um 1900 der damalige Eigentümer der Pfarre Mülln.

#### Das einstige Bad in Mülln
1820 errichtete der Zimmermann Josef Stock ein hölzernes Badehaus gleich nördlich des Stiegenaufganges vom Franz-Josef-Kai zur Müllner Hauptstraße. Ab 1823 wurden hier einfache Salzachbäder angeboten, die wegen ihrer mineralischen aus dem Gebirge stammenden Feinteile als sehr gesundheitsfördernd galten. Schon 1824 folgten hier aber schon Solebäder, wobei Stock die Sole aus der Sudhütte Hallein bezog. Seit 1830 konnten zudem hier Moorschlammbäder genommen werden. 1908 wurde die Badeanstalt von der Familie Wüstrich übernommen, der hölzerne Badehaus abgerissen und ein langgestrecktes gemauertes neues Badehaus errichtet. 1944 endete der Badebetrieb, eine Bombe hatte das Badehaus schwer beschädigt.

#### Die einstige Überfuhr
Um sich mühsame Umwege zu ersparen, ließ Kronprinz Ludwig von Bayern, der im Schloss Mirabell residierte und häufig ins Schloss Kleßheim fuhr, in Mülln die Überführ, eine Bootsfähre über die Salzach, errichten. Sie war dem Kronprinzen und seinem Gefolge vorbehalten. Nach 1820 wurde diese Fähre aber wiedereröffnet und diente nun der Allgemeinheit. Die Fähre verkehrte danach zwischen fünf Uhr und dem Abendläuten täglich von April bis in den Spätherbst. Sie war bis zur Eröffnung des Kreuzersteges später Müllnersteges in Betrieb. (Kreuzersteg deshalb, weil für die Benützung eine Maut in der Höhe eines Kreuzers eingehoben wurde. Ein Kreuzer war ein hundertstel Gulden.)

### Der Almkanal
Durch Mülln fließt der Müllner Arm des Almkanals, eines künstlich angelegten Kanalsystems, das von verschiedenen Bächen und Flüssen gespeist wird. Von diesem wurden bzw. werden noch immer Wasserkraftanlagen betrieben. Früher waren es in Mülln nur die namensgebenden Mühlen. Die letzte große Mühle war die Heilmayer-Mühle und Brotwerk.
Heute werden auch Anlagen nur zur Gewinnung von elektrischer Energie betrieben. Die neueste ist eine Wasserschnecke, die von der Augustiner Brauerei Mülln errichtet wurde. Der Kanal verläuft ab dem Gasthaus Krimpelstätter unterirdisch der Salzach zu und mündet in diese zirka hundert Meter oberhalb der Eisenbahnbrücke bzw. der S-Bahn Station Mülln-Altstadt.

### Äußeres Mülln

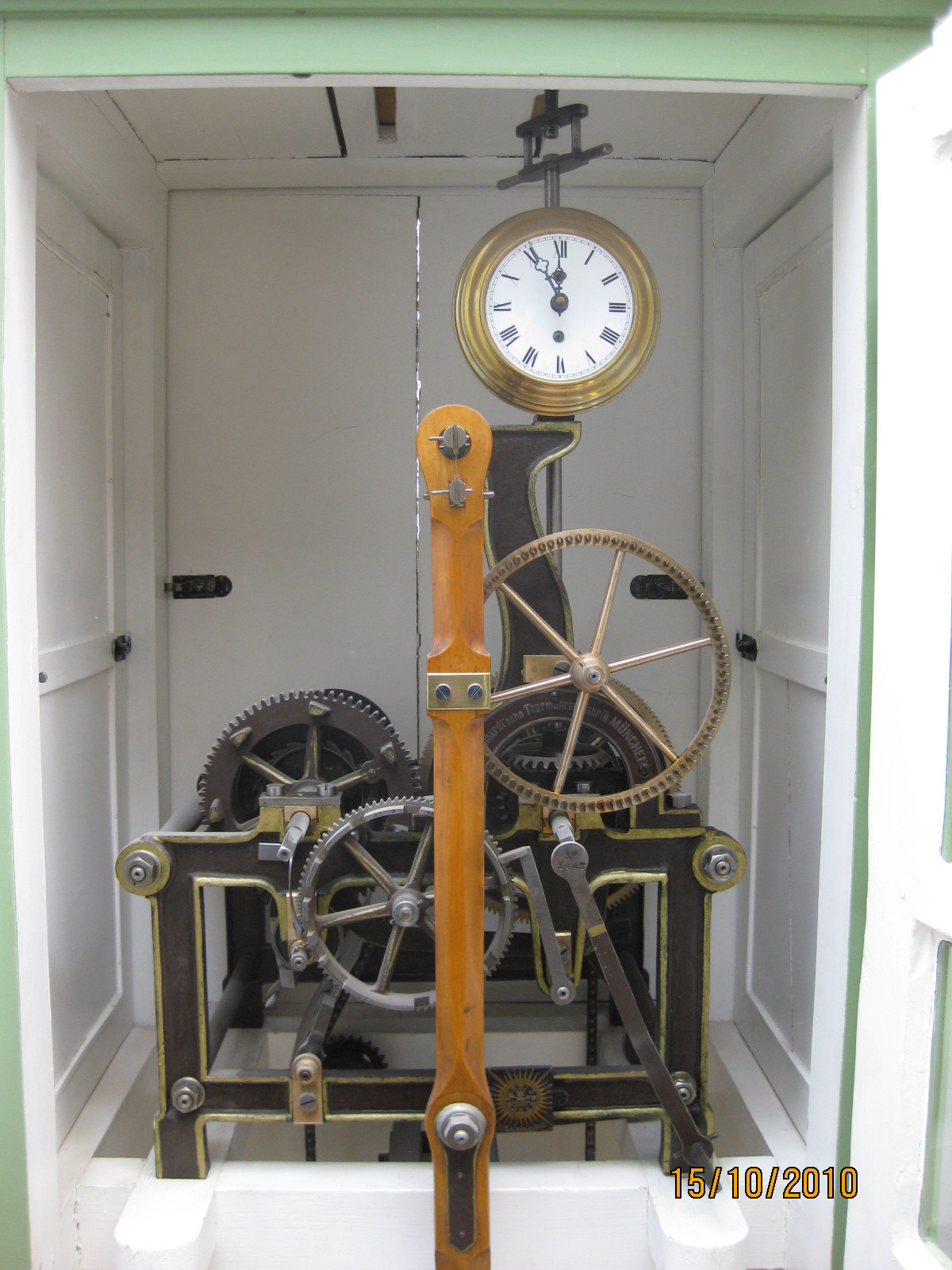
Turmuhrwerk der Volksschule Mülln

Dieser Siedlungsraum liegt außerhalb des historischen Ortskernes und nächst der Chirurgie West der Landeskrankenanstalten und der Aiglhofstraße und der Augustinergasse.

#### Die Müllner Volksschule
Die Ursprünge der Müllner Schule dürften in die frühe Neuzeit zurückreichen und in der damaligen Klosterschule Mülln zu finden sein, neben der sich schon bald vermutlich eine Stadtschule entwickelte. Markus Sittikus erließ jedenfalls bereits 1613 eine Schulordnung, in der unter den „bestätigten deutschen Schulen“ auch Mülln erwähnt ist. In diesen Schulen wurden neben dem Trivium (Lesen, Rechnen, Schreiben) religiöse Inhalte vermittelt. 1632 muss der Prior von Mülln ermahnt werden, die Kinderlehre, die damals in der unruhigen Zeit des Dreißigjährigen Krieges elf Jahre nicht abgehalten worden war, fortan alle Sonntage wieder durchzuführen. Neben der Schule in Mülln bestand in diesem Vorstadtraum noch eine Soldatenschule im Johannisschlössl am Mönchsberg. 1812 wurde die Schule Mülln zweiklassig und 1871 dreiklassig. 1871 wurde auch der Turnunterricht eingeführt. Das heutige Schulgebäude wurde 1897 eingeweiht. Es war nach Plänen der Stadtgemeinde Salzburg (Architekt Franz Drobny) errichtet worden.

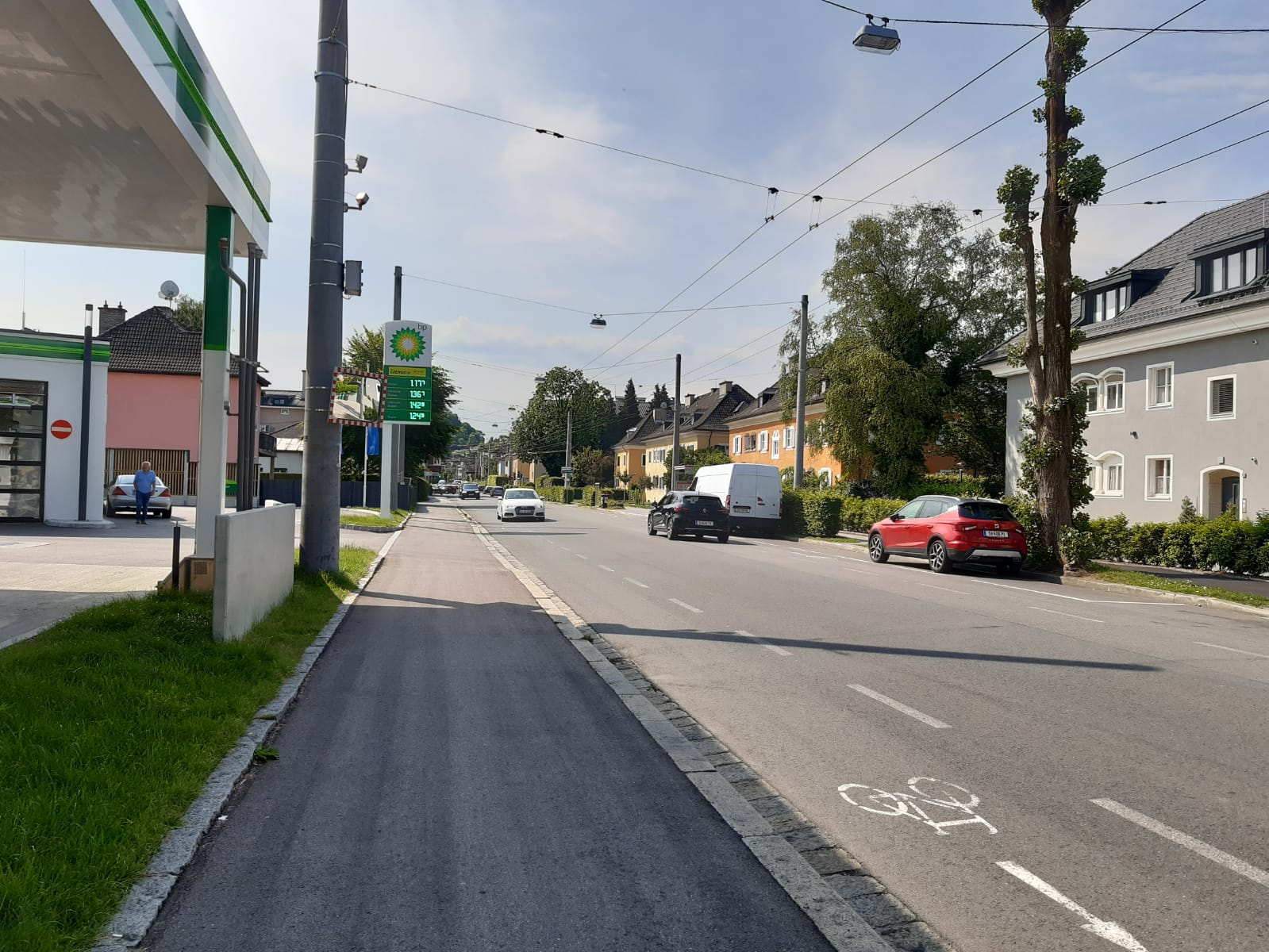
Aiglhofstraße

#### Der Aiglhof
Der bis ins 14. Jahrhundert zurück belegte Hof ist nach der Familie Aigl, einer alten Salzburger Patrizierfamilie, benannt. Nach einer Reihe von adeligen, bürgerlichen und kirchlichen Eigentümern kam der Hof 1604 in das Eigentum des Stiftes St. Peter; Abt Dominikus von Hagenauer ließ die Schlosskapelle mit dem Altarblatt von Martin Johann Schmidt (Kremser Schmidt) erbauen.
Ab 1921 wurden Parzellen des Hofs stückweise an die Stadt Salzburg verkauft. 1940 entstand auf dem Gelände durch die Deutsche Arbeitsfront (DAF) die Neue Heimat Salzburg (auch Aiglhofsiedlung genannt).

### Der Spitalsbezirk St. Johann
Am stadtauswärts liegenden Ende der Müllner Hauptstraße befindet sich das Landeskrankenhaus Salzburg, ein Krankenhaus, das den Hauptteil der medizinischen Versorgung der Stadt Salzburg und ihrem Umland sicherstellt. Im Volksmund wird für das LKH (Landeskrankenhaus) auch der bis 1938 offizielle Name St. Johanns-Spital gebraucht.
Um 1900 war hier das Blindenheim und angrenzend die Landesgebäranstalt. Auch ein Friedhof war hier angelegt. Heute beherbergen die Salzburger Landeskrankenanstalten eine Vielzahl von Abteilungen in einer ständig wachsenden Zahl an Bauobjekten auf einem viele Hektar großen Areal, in dem auch parkartige Grünflächen mit Spazierwegen Platz finden. Im Hof des Verwaltungsgebäudes der Landeskrankenanstalten (schräg hinter der Spitalskirche) wurde im 19. Jahrhundert bei Grabungsarbeiten eine unterirdische, fünf Meter tiefe und aufwändig gestaltete Brunnenanlage mit Konglomerattreppe zu einem tief liegenden Wasserbecken ausgegraben, die aus der Zeit um 1280 stammt.
Das Landeskrankenhaus gehört heute zusammen mit der Christian-Doppler-Klinik zu den Universitätskliniken Salzburg. Die noch aus dem 19. Jahrhundert stammenden Bauten stehen unter Denkmalschutz.

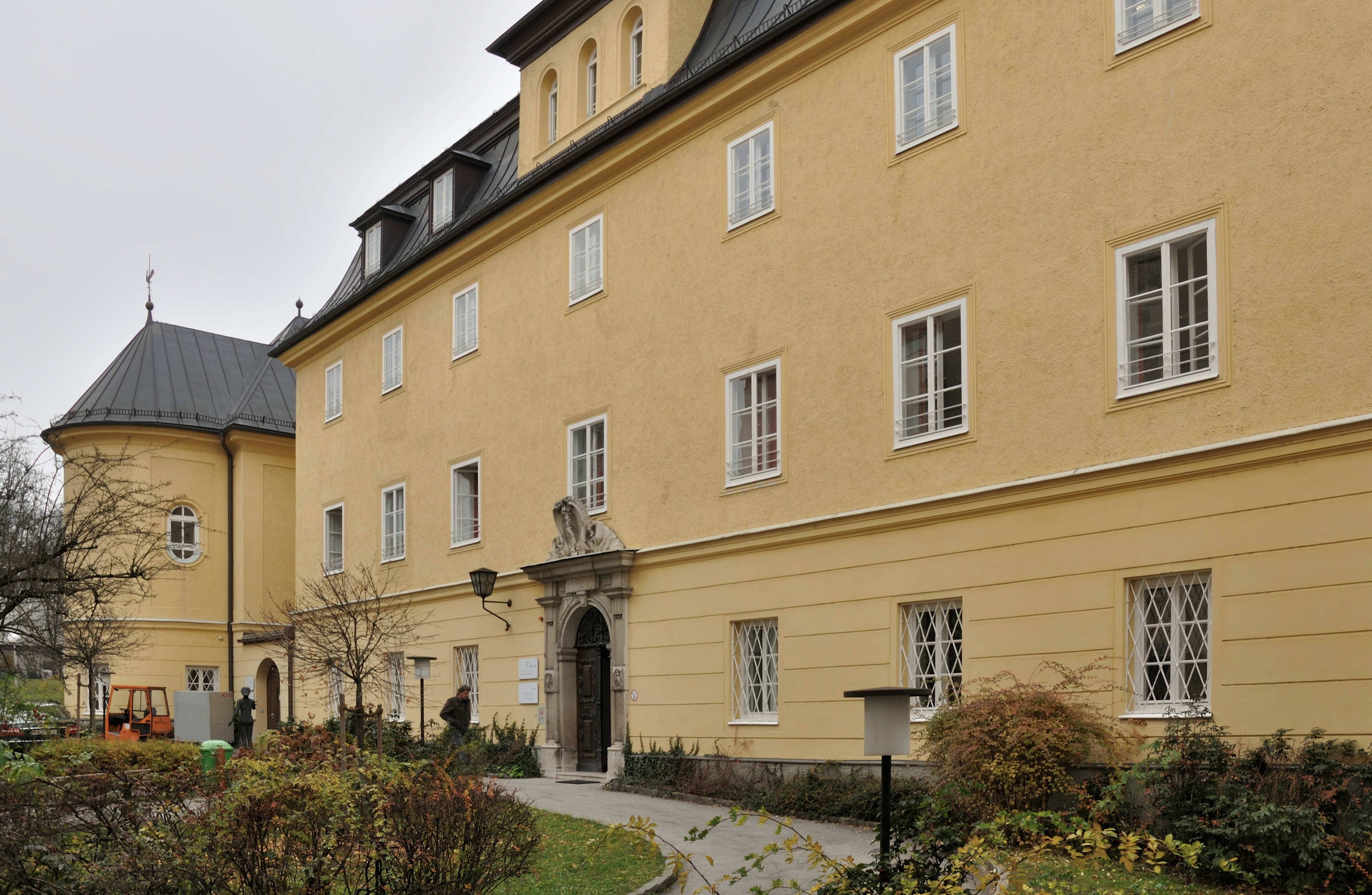
Ehemaliges Mädchenwaisenhaus, heute Heim der Rotkreuz-Schwesternschülerinnen
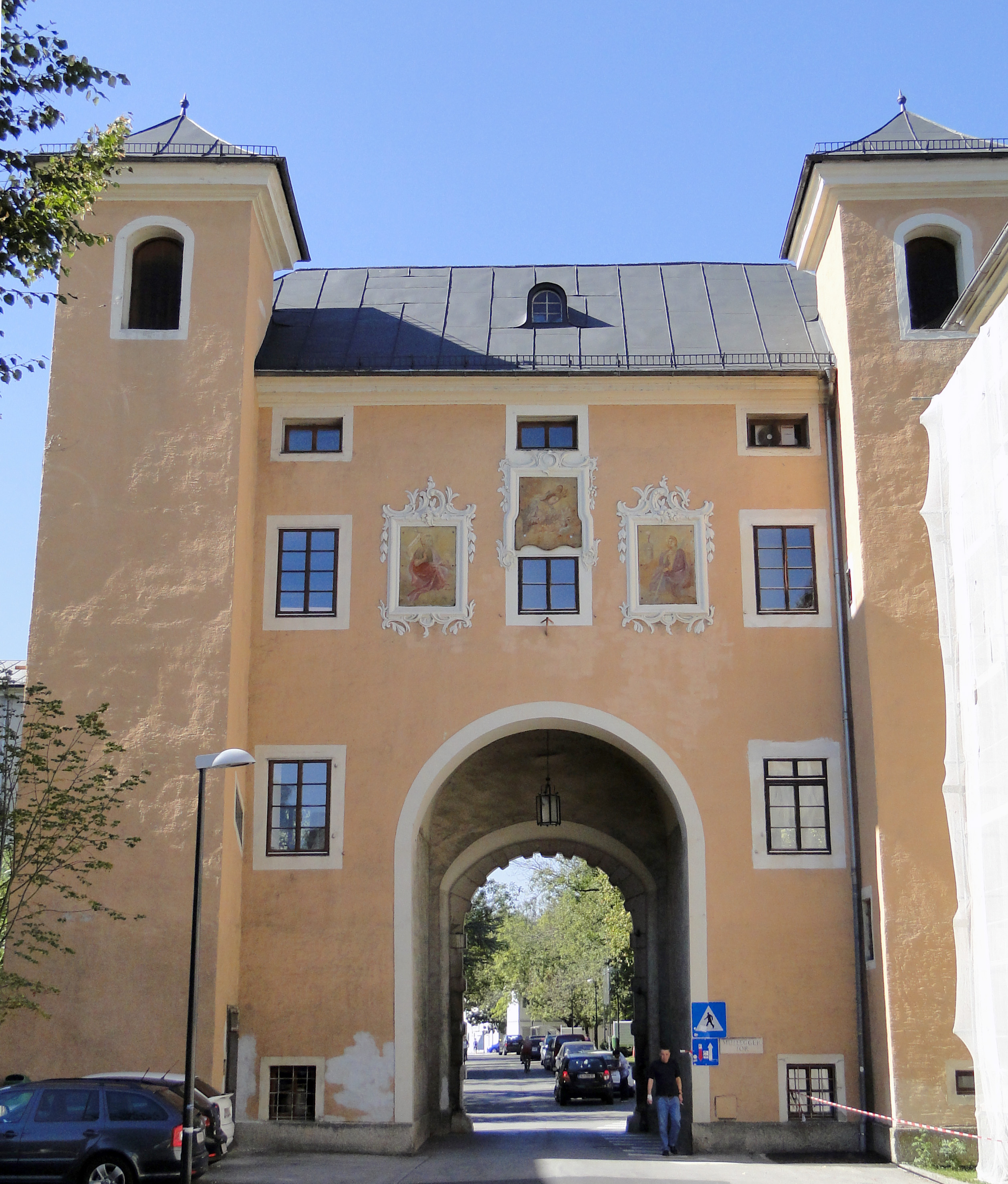
Das Mülleggertor
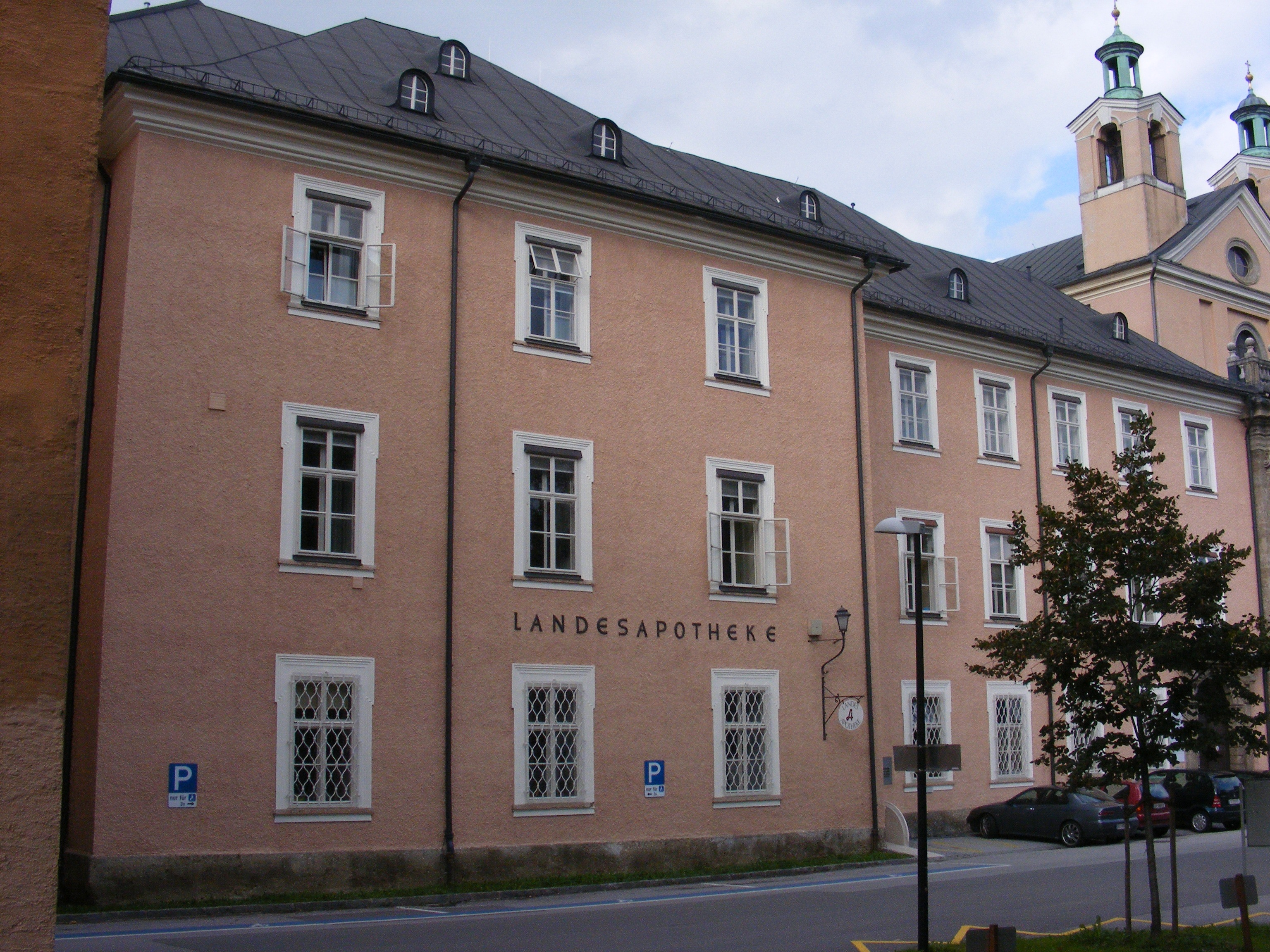
Innere Medizin II und Landesapotheke
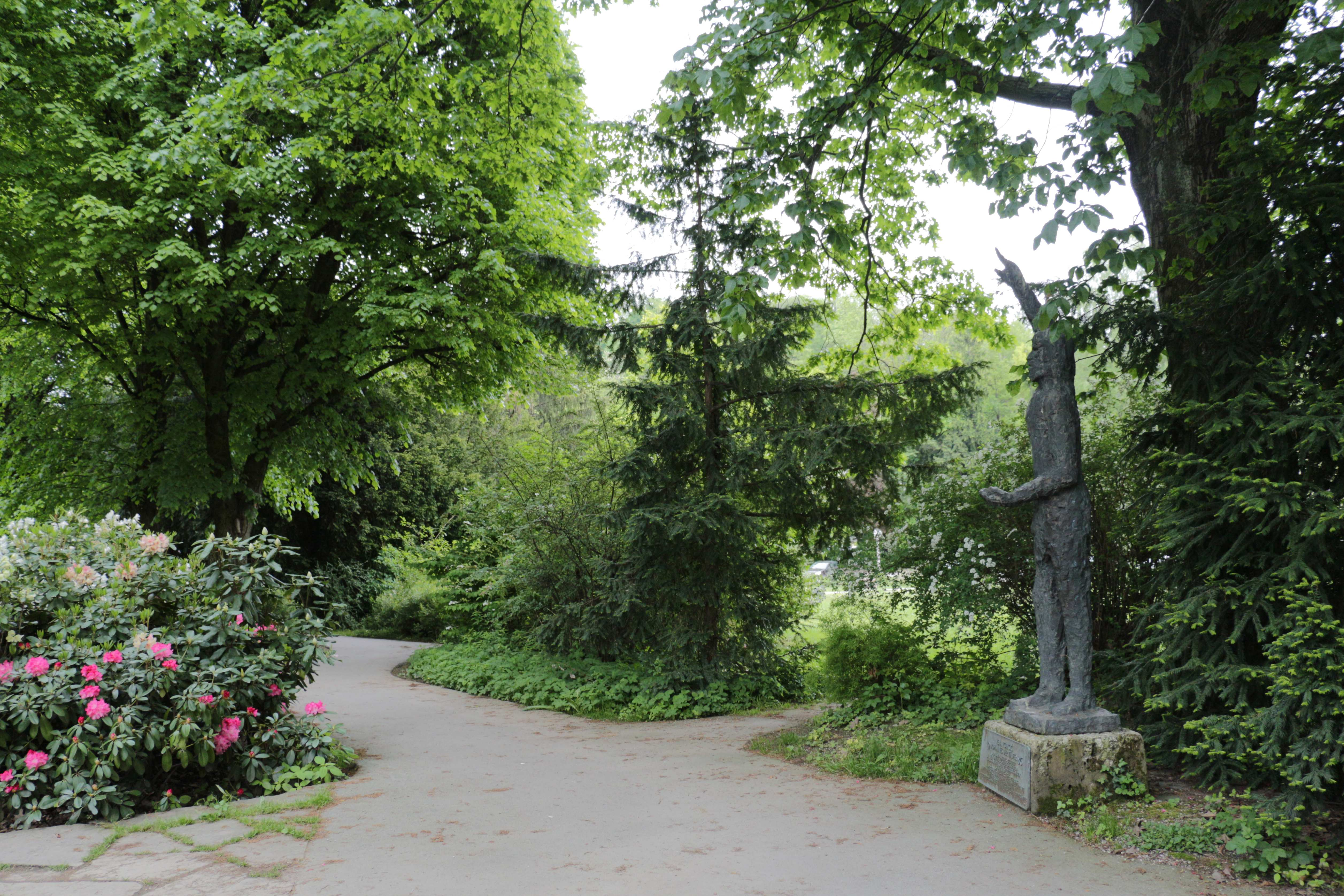
Statue Johannes der Täufer von Veva Tončić im Park des LKH

#### Die Pfarrkirche St. Johannes

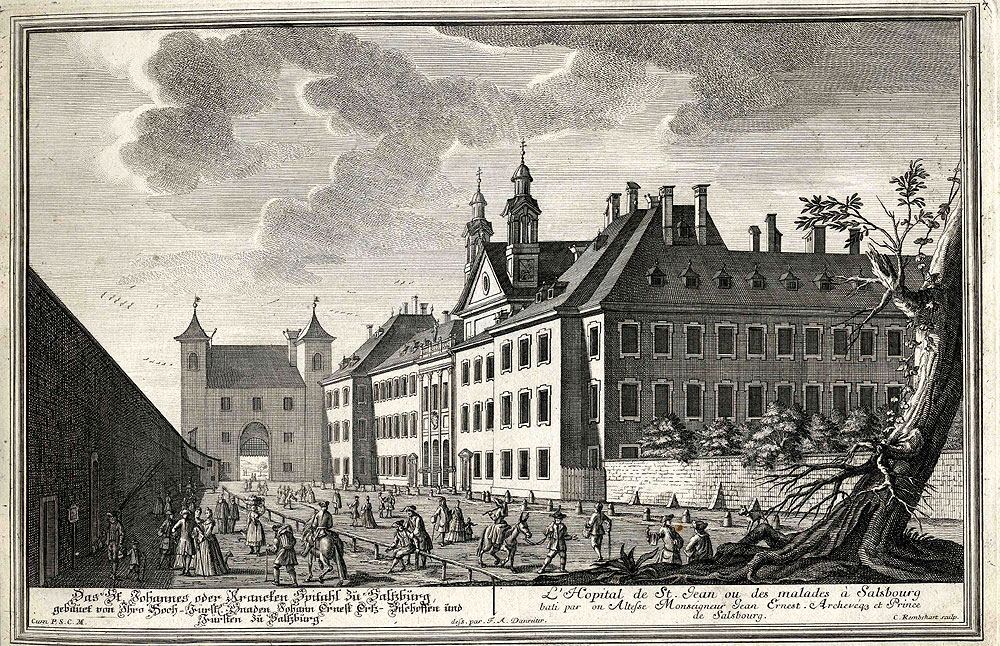
Das ursprüngliche Johannesspital (Kupferstich, ca. 1735)

Die ursprüngliche barocke Spitalsanlage mit der Kirche St. Johannes, heute die Pfarrkirche des Spitals-Pfarrsprengels, wurde im Auftrag des Erzbischofs Johann Ernst von Thun, dem die soziale Arbeit ein besonderes Anliegen war, von Fischer von Erlach auf den Fundamenten des älteren Grimmingschlosses erbaut und 1704 eingeweiht. Johann Ernst von Thun belebte mit dem neuen Spitalnamen einen alten Namen wieder, hieß doch schon das alte Spital der Erhardkirche nach dem heiligen Johannes dem Täufer. Die Altarblätter der Kirche wurden von Johann Michael Rottmayr selbst oder nach seinen Entwürfen angefertigt. Beiderseits der Kirche finden sich die alten symmetrisch angeordneten ursprünglichen Spitalstrakte, wobei die eine Seite jene den Männern und die andere den Frauen vorbehalten war. Seit 1891 ist die Spitalskirche eine eigene Pfarrkirche.

#### Der Spitalsfriedhof
Der Spitalsfriedhof von St. Johannes besaß einen Teil für männliche Verstorbene und getrennt davon für weibliche. Der Männerteil wurde 1695 eröffnet, der Frauenteil 1703. Vermutlich im Jahr 1818 wurde die Trennung der beiden Teile aufgehoben. Der Friedhof war für die verstorbenen Patienten und Pfleger vorgesehen. Später kamen die verstorbenen Kinder des nahen Waisenhauses hinzu, aber auch gelegentlich andere Bürger aus Mülln oder der Riedenburg. Der Friedhof wurde etwa 1895 aufgelassen. Hier wurden insgesamt über 16.000 Bestattungen vorgenommen.

## Verkehr
Im Zuge der Realisierung der S-Bahn Salzburg wurde die S-Bahn-Station Salzburg Mülln-Altstadt errichtet, wo Direktverbindungen mit Regional- und S-Bahn nach Oberösterreich (Friedburg, Braunau am Inn, Linz), in den Salzburger Tennengau und Pongau sowie nach Deutschland (Freilassing, Bad Reichenhall, Mühldorf am Inn) bestehen. Zudem ist das Äußere Mülln über die S-Bahn-Haltestelle Salzburg Aiglhof erreichbar.
Per Bus gelangt man in den Stadtteil Mülln mit den Obuslinien 4, 7, 8 und 9 sowie den Buslinien 11, 22, 24, 27 und 28.
Hinsichtlich des Individualverkehrs ist die Müllner Hauptstraße mit einer Ausnahme die einzige Straße mit Kfz-Verkehr im Inneren Mülln. Sie ist Durchzugsstraße vom Zentrum Richtung Lehen sowie Äußeres Mülln. Für Radfahrer existiert ein Weg entlang der Salzach.